# Buovo d'Antona
Buovo d'Antona o Bovo d'Antona (in inglese Bevis of Hampton; in francese Beuve o Bueve o Beufves de Hanton(n)e; in anglo-normanno Boeve de Haumtone) è un eroe leggendario inglese, protagonista di un romanzo cavalleresco medievale.

## Leggenda

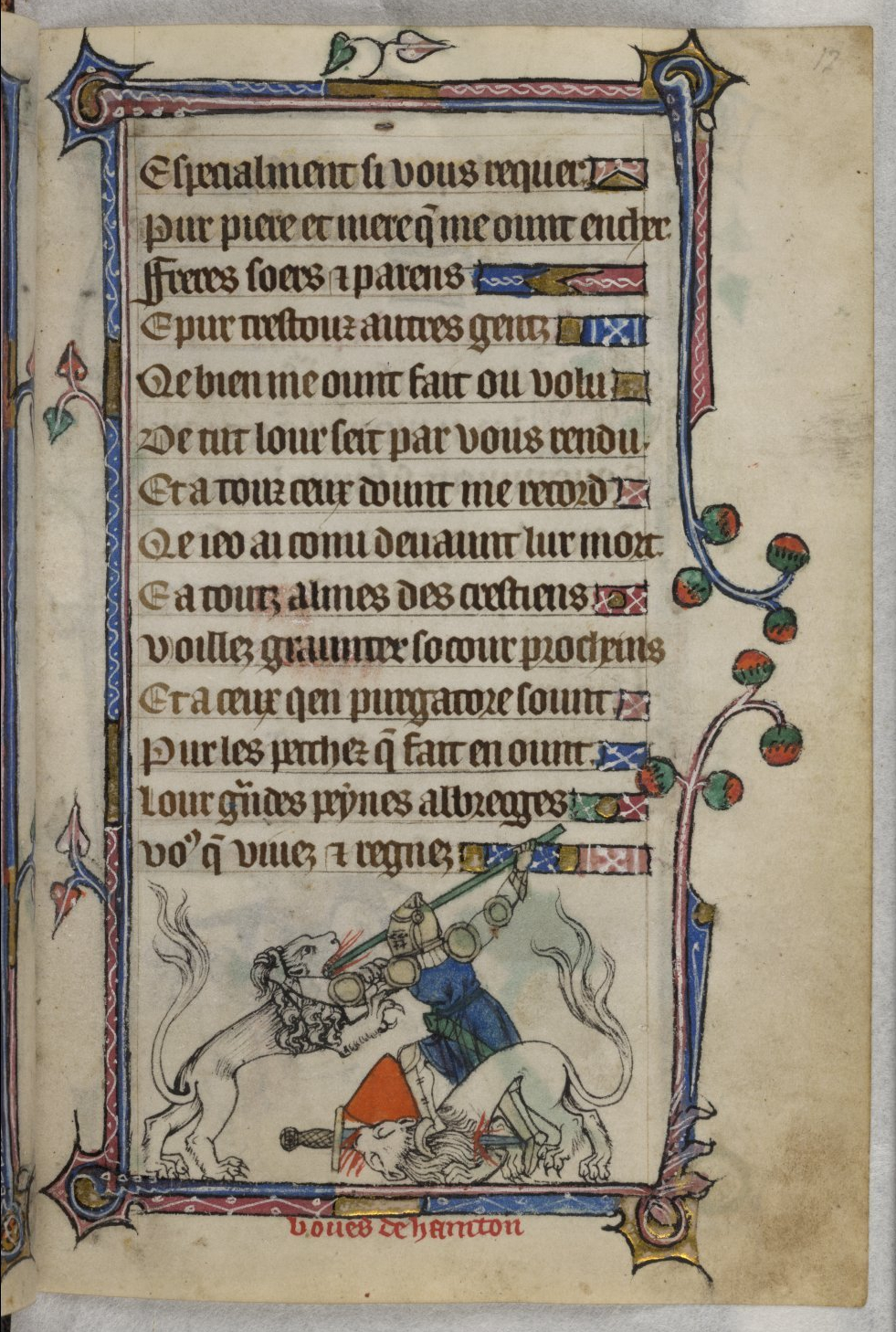

Buovo viene presentato come figlio di Guion, signore di Hampton (Antona), nome arcaico di Southampton nell'Inghilterra, e della figlia del re di Scozia. Costei chiede ad un antico pretendente, Devon, imperatore di Alemannia, di inviare un esercito per sconfiggere il consorte. Dopo la morte di Guion e le nozze della madre con l'imperatore, il giovane Buovo si trova in pericolo e viene salvato da un precettore, viene venduto ai pirati e raggiunge la corte del re Hermin. Poi seguono mille peripezie del protagonista, che alla fine riuscirà a vendicare la morte del padre ed a rientrare in possesso dell'eredità.

## Versioni
La più antica versione esistente è Boeve de Haumtone, un testo anglo-normanno databile alla prima metà del XIII secolo e composto di 3.850 versi alessandrini. Sempre al XIII secolo risalgono le tre chanson de geste francesi Beuve d'Hanstone, tutte in endecasillabi. Il romanzo metrico inglese, Sir Beues of Hamtoun, si basa sull'originale francese e compare in un manoscritto dell'inizio del XIV secolo.
Anche in Italia vennero realizzate numerose versioni stampate, come due redazioni franco-venete, due toscane in ottave e tre in prosa, tra le quali spicca la versione contenuta nel IV libro dei Reali di Francia di Andrea da Barberino.
Sempre in Italia, in particolare a Padova, nel 1507, è stato composto il rifacimento in yiddish di una delle versioni in ottava rima del Buovo d'Antona, con il titolo Bovo d'Antona. L'autore è Eliyahu ben Asher HaLevi Ashkenazi, noto tra gli ebraisti del Rinascimento anche con il nome di Elia Levita. Il romanzo è poi stato stampato a Isny nel 1541 presso la stamperia di Paulus Fagius, e più volte ristampato con il titolo di Bovo-bukh.